# أسنان التنين
أسنان التنين هي واحدة من الخطط والتكتيكات العسكرية الدفاعية تتمثل في بناء الجيش لكتل متوسطة الضخامة من الاسمنت المسلح على الأرض على شكل هرمي وما هذا الا لمنع المدرعات والآليات العسكرية الثقيلة المعادية من التقدم أكثر.
شاع استعمال إستراتيجية بناء خطوط أنياب التنين كثيراً في الحرب العالمية الثانية ولا زالت آثارها تظهر إلى يومنا هذا فمنها على سبيل المثال خط سيغفريد والذي أنشأته ألمانيا أو خط ماجينو والذي شيده الفرنسيون.